# Iglesia de San Esteban (Providence)
La Iglesia de San Esteban (en inglés, S. Stephen's Church) es una iglesia episcopal histórica ubicada en 114 George Street en el vecindario de College Hill en la ciudad Providence, la capital del estado de Rhode Island (Estados Unidos). Ubicada en medio del campus de la Universidad de Brown, es una parroquia activa en la Diócesis Episcopal de Rhode Island, con una fuerte identidad anglo-católica .
El edificio de la iglesia, una gran estructura neogótica de piedra, fue diseñado por Richard Upjohn y construido en 1860-1862. En 1889, la congregación recibió un importante legado de Henry J. Steere, un destacado filántropo e industrial.
Su rector actual Benjamin Pearce Straley, ex organista y director asociado de música de la Catedral Nacional de Washington .
El edificio de la iglesia se incluyó en el Registro Nacional de Lugares Históricos en 1973.